# Dorothy Dinnerstein
Dorothy Dinnerstein (* 4. April 1923; † 17. Dezember 1992) war eine amerikanische Psychologin und feministisch-politische Aktivistin. Sie war Professorin an der Rudgers University und wurde weltweit bekannt durch ihr 1976 erschienenes Buch The Mermaid and the Minotaur – Sexual Arrangements and Human Malaise (deutsch: Das Arrangement der Geschlechter), das als Klassiker des modernen Feminismus gilt und in sieben Sprachen übersetzt wurde.

## Leben
Dorothy Dinnerstein wurde am 4. April 1923 in der New Yorker Bronx geboren und wuchs in der jüdischen Community auf. Ihre Eltern, Celia Moedboth und Nathan Dinnerstein, waren progressive Juden. Ihr Vater war als Bauingenieur, ihre Mutter an einem Familiengericht in der Bronx tätig. Das Geschäft des Vaters überstand die wirtschaftliche Depression nicht, doch Nathan fand eine Arbeit als Buchhalter bei Mott Haven Salvage, das seinem Schwager Benjamin Moed gehörte, wo er bis zu seinem Tod im Alter von 49 Jahren tätig war.
Nach dem Besuch der Grundschule in der Bronx besuchte Dorothy Dinnerstein das Brooklyn College und schloss 1943 mit einem Bachelor in Psychologie ab. Sie begann ein Studium am Swarthmore College und erwarb 1951 den Doktortitel in Psychologie an der New School for Social Research in New York. Ihr Doktorvater war Solomon Asch, ein bekannter Sozialpsychologe.
Noch während ihrer Studienzeit heiratete Dorothy Dinnerstein Sidney Mintz, der später ein bekannter Anthropologe wurde. Die Ehe endete kurz nach dem Zweiten Weltkrieg. Dinnerstein heiratete daraufhin Walter James Miller, einen Dichter und Professor an der New York University. Im Jahr 1955 bekamen die beiden ihr einziges Kind, Naomi May. Sie ließen sich 1961 scheiden.
Im Jahr 1961 heiratete Dinnerstein Daniel S. Lehrman, der ebenfalls Psychologe war. Lehrman brachte zwei eigene Töchter in die Ehe ein, Nina und June, die mit ihrer Mutter Gertrude Lehrman in Queens in New York lebten. Daniel und Dorothy lebten im Stadtteil Greenwich Village in New York City und dann in Leonia, New Jersey. Lehrman lehrte und forschte wie Dinnerstein an der Rutgers University. Er starb mit 53 Jahren 1972 an einem Herzinfarkt.
Den größten Teil ihres beruflichen und privaten Lebens verbrachte Dorothy Dinnerstein in New Jersey. Am 17. Dezember 1992 kam sie im Alter von 69 Jahren bei einem Autounfall ums Leben. Sie hinterließ eine Tochter und zwei Stieftöchter.

## Wissenschaftliche Karriere und politischer Aktivismus
Dinnerstein lehrte von 1967 bis 1989 als Professorin für Psychologie an der Rutgers University in New Jersey. Zu ihren frühen Arbeiten gehörten Laborstudien über sensorische Wahrnehmung. Zu diesem Thema arbeitete sie mit bekannten Persönlichkeiten zusammen wie Ivo Kohler, Max Wertheimer und Solomon Asch. Während ihrer Tätigkeit an der Rutgers University warb Dinnerstein ihren ehemaligen Doktorvater Asch an und gründete mit ihm das Institut für Kognitionswissenschaft an der Rutgers-Universität.
Bereits während ihrer Studienzeit hatte Dinnerstein sich für Anliegen wie Frauenrechte und Umweltschutz, gegen den Vietnamkrieg und die Verbreitung von Atomwaffen engagiert. Neben Lehre, Forschung und Schriftstellerei engagierte sich Dinnerstein intensiv in der feministischen Politik. Sie war maßgeblich beteiligt an der ersten bundesweiten Klage gegen geschlechtsspezifische Lohnungleichheit im akademischen Bereich. In den frühen 1980er Jahren war Dorothy aktive Teilnehmerin des Women’s Encampment for a Future of Peace and Justice (WEFPJ), die gegen Gewalt und Militarismus, besonders gegen die Stationierung von Cruise missiles und Pershing II protestierte.
Während ihrer Zeit an der Rutgers University begann sie mit dem Schreiben ihres ersten Buches The Mermaid and the Minotaur: Sexual Arrangement and Human Malaise (Die Meerjungfrau und der Minotaurus, in England: The Rocking of the Cradle and the Ruling of the World), das 1976 veröffentlicht wurde. Das Buch erregte Aufsehen, wurde weltweit bekannt und gilt bis heute als Klassiker des Zweite-Welle-Feminismus und der Gender-Forschung.
Vor ihrem Tod im Jahr 1992 war Dinnerstein an einem neuen Projekt zu Umweltfragen mit dem Titel Sentience and Survival (Empfindungsvermögen und Überleben) beteiligt, das erforschte, welche kognitiven Strukturen Menschen daran hindern, Maßnahmen zur Verhinderung von Umweltzerstörung zu ergreifen.

## Bekanntestes Werk
Dorothy Dinnerstein schrieb aus der interdisziplinären Perspektive einer Mikrosoziologin, Feministin, Humanistin, Ökologin und Psychoanalytikerin. Sie stützte sich in ihren Arbeiten auf die Ergebnisse der Psychoanalyse von Sigmund Freud, besonders auf deren Weiterentwicklung durch Melanie Klein. In ihren Werken erforschte sie insbesondere die Beziehung zwischen Geschlecht und Krieg. Ihr Werk The Mermaid and the Minotaur gilt als einer der wichtigsten sozialwissenschaftlichen Beiträge der Nach-Vietnam-Ära, der einen neuen Diskurs über die Psychologie der Geschlechter eröffnete. Für das Werk wurde Dinnerstein 1977 der National Book Award verliehen.
Dinnersteins Hauptthese darin lautet, die von der Mutter monopolisierte Kindererziehung deformiere sowohl die psychologische Entwicklung von Männern wie auch die von Frauen. Frauen würden infantilisiert und degradiert, da man sie in erster Linie mit dem Reich der Kindheit und nicht mit der Welt des Erwachsenseins in Verbindung bringe. Männer seien in ihrem Entwicklungsprozess daher mit der Notwendigkeit konfrontiert, sich strikt von der Mutter zu ent-identifizieren, um als erwachsen zu gelten. Für Mädchen sei es eher die fortbestehende Identifikation mit der Mutter, die sich auf ihr Erwachsenenleben problematisch auswirke. Diese Geschlechterordnung führe zur Herausbildung einer monströsen, fast mythischen Symbiose der Geschlechter (Meerjungfrau / Minotaurus) statt zu einer Beziehung nicht-komplementärer Menschen, die einen liebevollen und kreativen Umgang miteinander pflegen.
Die unvermeidliche Folge dieser gesellschaftlichen Praxis sind nach Dinnerstein Sexismus und Aggression; denn wer Frauen als erste kontrollierende Autoritätsperson erlebt, mache sie später zum Sündenbock für das Ressentiment gegenüber Autoritätspersonen. Weil in der Kindheit die Auffassung vorherrscht, es sei die Mutter, die sich um alles kümmert, würden Frauen symbolisch für die Fallstricke des Lebens verantwortlich gemacht, woraus sich der Antifeminismus erkläre.
Da die Männer die Welt von Emotionen und zwischenmenschlichen Beziehungen mit der Kindheit assoziierten, entstehe ein unmöglicher und schädlicher Standard von männlicher Unfehlbarkeit, Unbesiegbarkeit und Unverwundbarkeit. Männer benutzten Sexismus und andere patriarchalische Mittel, um verärgerte Autoritätspersonen (= Frauen) zu kontrollieren.

Zur Lösung dieses Dilemmas schlug Dinnerstein vor, Männer und Frauen sollten sich die Verantwortung für die Erziehung des Nachwuchses in gleichem Umfang teilen. Sie erkannte an, dass die Familien bereits begonnen hätten, sich auf die gemeinsame Elternschaft zuzubewegen. Doch sie forderte, dass die gemeinsame Elternschaft „durch das volle Bewusstsein dieser Überlegungen gestärkt wird“ und dass sie auch Folgen für die Gleichberechtigung von Frauen in den Bereichen Wirtschaft, Politik, Recht hat. Zum Zeitpunkt der Veröffentlichung galten Dinnersteins Theorien als höchst provokant und sehr umstritten. Inzwischen gilt The Mermaid and the Minotaur als Pionierwerk und Klassiker der Genderforschung. Zwei Stimmen dazu:
„Das bisher wichtigste Werk der feministischen psychoanalytischen Forschung. Seine Wiederveröffentlichung ist ein feierlicher Anlass... Das Buch ist beunruhigend – fast beängstigend – in bestimmten Teilen seiner Analyse. Sich seiner Botschaft wirklich zu stellen und sie zu verstehen, ist jedoch ein Akt der Befreiung.“ (Eli Sagan, Autor von: Freud, Frauen und Moral: Die Psychologie von Gut und Böse)

„Ein feministischer Klassiker, der zu einer grundlegenden Neuordnung der gesellschaftlichen Geschlechtererwartungen aufruft, vor allem in Bezug auf die Kindererziehung … Dinnersteins Botschaft ist wieder traurig dringend geworden.“ (New York Review of Books)

## Schriften
- Survival on earth (1990): The meaning of feminism. Peace Review: A Journal of Social Justice, 2(4), 7–10.
- Gender arrangements and nuclear threat: A discussion with Dorothy Dinnerstein. In: J. Broughton, M. Honey (Hrsg.): Theoretical & Philosophical Psychology, 8(2), 1988, 27–40. doi:10.1037/h0091447.
- What Does Feminism Mean? (1988) In: Rocking the Ship of State: Toward a Feminist Peace Politics. Hrsg. von A. Harris und Y. King, 1989.
- Afterward: Toward the Mobilization of Eros. In Face to Face: Essays for a Non-Sexist Future. Hrsg. von M. Murray. 1983.
- The Mermaid and the Minotaur: Sexual Arrangements and Human Malaise. 1976.
  - Das Arrangement der Geschlechter (1979). Ins Deutsche übertragen von Hilde Weller. Deutsche Verlags-Anstalt, Stuttgart 1979, ISBN 978-3-421-01897-7.
  - In England: The Rocking of the Cradle and the Ruling of the World. The Women’s Press, London, 1987, ISBN 978-0-7043-4027-5.
- The Little Mermaid and the Situation of the Girl. Contemporary Psychoanalysis (1967).
- Interaction of Simultaneous and Successive Stimulus Groupings in Determining Apparent Weight. Gemeinsam mit T. Gerstein und G. Michel. In: Journal of Experimental Psychology 73 (1967).
- Previous and concurrent visual experience as determinants of phenomenal shape. In: The American Journal of Psychology, 78(2), 1965, 235–242.
- Some determinants of phenomenal D. overlapping. Gemeinsam mit M. Wertheimer. In: The American Journal of Psychology, 70(1), 1957, 21–37.
- Techniques for the Diagnosis and Measurement of Intergroup Attitudes and Behavior. Gemeinsam mit J. Harding u. a. In: Psychology (1948).
- Figural After-effects in Kinesthesis. Gemeinsam mit W. Kohler. In Miscellaneous Psychologic. Hrsg. von Albert Michotte, 1947.